# Zivilisation
Zivilisation est un mot allemand lancé par Thomas Mann après la Première Guerre mondiale, mais il est devenu durant la Seconde Guerre mondiale son pourfendeur.
Le terme de Zivilisation recouvre une notion péjorative de la culture française en l'évoquant sous son aspect le plus trivial et décadent, le plus futile et inutile, en l'opposant implicitement à la rigueur et au sérieux de la culture allemande.
Le terme a été repris fin 2007 dans un dossier antisarkozyste du journal allemand "Der Spiegel".

## Source
- La Sarkozyvilisation selon «Der Spiegel, à lire dans Libération (janvier 2008).